# Galdieria
Galdieria, rod crvenih algi smješren u vlastitu porodicu Galdieriaceae dio reda Cyanidiales. Sastoji se od pet priznatih vrsta

## Vrste
1. Galdieria javensis H.S.Yoon, S.I.Park & R.A.Andersen
2. Galdieria phlegrea H.S.Yoon, S.I.Park & C.Ciniglia
3. Galdieria sulphuraria (Galdieri) Merola
4. Galdieria yellowstonensis H.S.Yoon, S.I.Park & T. McDermott